# Terry Gray
Terrence Stanley Gray (Montréal, 21 marzo 1938 – Ottawa, 2 gennaio 2020) è stato un allenatore di hockey su ghiaccio e hockeista su ghiaccio canadese che nel corso della carriera ha giocato nella National Hockey League.

## Carriera
Terry Gray giocò a livello giovanile per tre formazioni affiliate ai Montreal Canadiens nelle principali leghe canadesi, la Quebec Junior Hockey League e l'Ontario Hockey Association. Esordì fra i professionisti nella stagione 1956-1957 e negli anni successivi giocò per numerose squadre delle leghe minori come la Quebec Hockey League, American Hockey League, Eastern Hockey Professional League e Western Hockey League.
Gray esordì in National Hockey League nella stagione 1961-1962 giocando 42 partite con la maglia dei Boston Bruins in prestito da Montréal. Dal 1962 al 1966 vestì per quattro stagioni la maglia degli As de Québec esordendo anche con i Canadiens nel campionato 1963-64. Nel 1966 passò all'organizzazione dei Detroit Red Wings giocando in AHL con i Pittsburgh Hornets, formazione con cui vinse nel 1967 la Calder Cup.
Nell'estate del 1967 Gray in occasione dell'NHL Expansion Draft fu selezionato dai Los Angeles Kings, formazione per cui giocò una sola stagione. Fino al 1971 vestì invece la divisa dei St. Louis Blues dividendo il tempo fra la prima squadra e i farm team nelle leghe minori. Concluse la propria carriera nel 1975 dopo alcune esperienze da allenatore e da giocatore per formazioni dell'AHL e CHL.

## Palmarès

### Club
- Calder Cup: 1

Pittsburgh: 1966-1967

### Individuale
- QJHL First All-Star Team: 1

1956-1957